# Joseph Kony
Joseph Kony (n. 1961 în Odek, Uganda) este conducătorul ugandez al mișcării de gherilă „Armata de Rezistență a Domnului” LRA care acționează în rândurile etniei Acholi. Gruparea teroristă a cărei ideologie este un amestec sincretic și cețos de misticism, adorare a conducătorului, naționalism acholi și fundamentalism biblic creștin, urmărește impunerea unui guvern teocratic bazat pe Cele zece porunci. Armata de Rezistență a Domnului susține că Joseph Kony este mesagerul Domnului.
Sub conducerea lui Kony, LRA acționează în nordul Ugandei, Republica Democrată Congo, Sudanul de Sud și Sudan. Gruparea a răpit și a forțat aproximativ 66.000 de copii să lupte pentru ideologia sa. Peste 2 milioane de oameni au fugit din calea trupelor LRA. Drept urmare, în 2005 Kony a fost pus sub acuzare de Curtea Penală Internațională pentru crime împotriva umanității, însă nu a putut fi capturat și se află încă în libertate.
În noiembrie 2022, procurorul ICC vrea să-l judece pe Joseph Kony..